# الدار البيضاء (الجزائر)
الدار البيضاء مدينة جزائرية تابعة لولاية الجزائر هي بلدية ومقر دائرة تبعد ب 16 كم عن مركز العاصمة الجزائرية بلديات الدائرة برج البحري، المحمدية، الدار البيضاء، باب الزوار، برج الكيفان، عين طاية، المرسى

## أحياء
تتواجد ببلدية الدار البيضاء عدة أحياء، أبرزها: حي الكنور (المدينة الجديدة)، حي 20 أوت، حي الحميز، حي كريم بلقاسم، حي 150 مسكن، حي حوش عطار، حي العمال.
وتتميز بلدية الدار البيضاء بكونها البلدية التي تحتضن المطار الدولي (هواري بومدين) وعدة مرافق هامة.
- عدد سكان الدائرة في 2006 403,063ن
- عدد سكان البلدية في 2006 58,196ن
- الرمز البريدي 16300

بتكون المجلس الشعبي البلدي:من حزب الأفلان وحركة الإصلاح الوطني والجبهة الوطنية الجزائرية
عدة هياكل مدنية وعسكرية تقع بالدائرة منها
- مطار هواري بومدين الدولي
- قاعدة جوية عسكرية
- ثكنة لرجال الحماية المدنية*الديوان الوطني للأرصاد الجويــة
- ثكنة رجال الشرطة بالحميز
- منطقة صناعية مشتركة مع وادي السمار

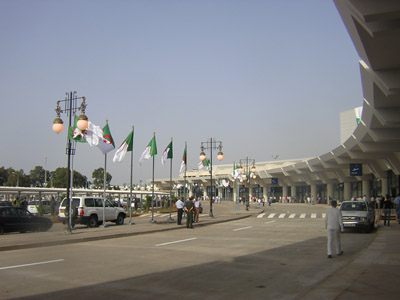
مطار هواري بومدين.

## الموقع الجغرافي
تقع مدينة الدار البيضاء جنوب شرق ولاية الجزائر، بحوالي 15 كم جنوب شرق الجزائر العاصمة.

## مواضيع ذات صلة
- تاريخ ولاية الجزائر
- بلديات ولاية الجزائر
- دوائر ولاية الجزائر